# Johan Engberg (friidrottare)
Ej att förväxla med Johan Engberg (radioprogramledare).
Johan Engberg, född 11 oktober 1981 i Finspång, är en svensk före detta friidrottare, en sprinter som tävlade först för Finspångs AIK och från och med 2001 IF Göta Karlstad. Han utsågs 2004 till Stor grabb nummer 481 i friidrott.

## Karriär
Vid U23-EM i Amsterdam, Nederländerna år 2001 deltog Engberg på 200 meter. Han gick vidare från försöken med 21,23 och i finalen sprang han på 21,06 vilket gav en fjärdeplats. Han sprang även, tillsammans med Johan Hed, Christofer Sandin och Erik Wahn, korta stafetten men laget diskvalificerades i försöken.
Vid EM inomhus 2002 i Wien tog Johan Engberg sig till semifinal på 200 meter med personbästa 20,95. I semifinalen blev han dock utslagen. Vid EM 2002 i München tävlade Engberg på 200 meter och gick vidare från försöken med nytt säsongsbästa, 20,83, men slogs ut i semifinalen. Han var också med i det svenska korta stafettlaget (de andra var Peter Häggström, Lion Martinez och Patrik Lövgren) men laget slogs ut i försöken.
Engberg slogs ut i försöken på 200 meter vid 2003 års Inomhus-VM i Birmingham efter ett lopp på 21,36.. I juli sprang han 200 meter vid U23-EM i Bydgoszcz, Polen och tog sig då till final där han kom fyra på 20,83, en plats bakom Johan Wissman. Dessutom deltog han tillsammans med Philip Nossmy, Johan Wissman och Pontus Nilsson i det framgångsrika svenska stafettlaget på 4 x 100 meter som först tog sig vidare från försöken och sedan i finalen kom in på en fjärdeplats. Vid 2006 års EM i Göteborg deltog han i 200-meterstävlingen, men slogs ut i försöken. Dessutom sprang han tillsammans med Daniel Persson, Christofer Sandin och Stefan Tärnhuvud korta stafetten men laget slogs ut i försöken.
Efter Finnkampen 2007 valde Johan Engberg att avsluta sin friidrottskarriär och i stället satsa på fotboll. Han återkom dock några gånger till på tävlingsbanorna de kommande åren.
| Årsbästa 200 meter utomhus |
| --- |
| - 1996 – 22,99 - 1997 – 21,98 - 1998 – 21,52 - 1999 – 20,83 - 2000 – 20,75 - 2001 – 20,88 - 2002 – 20,83 - 2003 – 20,83 - 2004 – 21,29 21,03 - 2005 – –– - 2006 – 21,12 21,08 |

| Årsbästa 100 meter utomhus |
| --- |
| - 1996 – 11,48 - 1997 – 10,96 - 1998 – 10,70 - 1999 – 10,80 10,59 - 2000 – 10,59 - 2001 – 10,48 - 2002 – 10,55 - 2003 – 10,59 10,50 - 2004 – 10,56 10,53 - 2005 – 10,61 - 2006 – 10,71 10,53 - 2007 – 10,81 |

## Personliga rekord
| Utomhus - 100 meter: 10,48 (Borås 10 augusti 2001) - 100 meter: 10,49 (Växjö 24 augusti 2001) - 150 meter: 15,87 (Lerum 20 augusti 2006) - 200 meter: 20,75 (Malmö 7 augusti 2000) - 400 meter: 47,25 (Helsingborg 11 juli 1999) | Inomhus - 60 meter: 6,80 (Göteborg 24 februari 2007) - 60 meter: 6,82 (Sätra 1 mars 2003) - 200 meter: 20,95 (Wien, Österrike 1 mars 2002) - 400 meter: 47,93 (Malmö 28 februari 1999) |

### Fotnoter
1. 1 2 3 4 5 6 7 8 9 10 11 12 13 14 15 16 17 18 19 20 21 22 23 24 25  ”Swedish Team Media Guide. European Athletics Championships, Göteborg 2006.” (på engelska). friidrott.se. Arkiverad från originalet den 4 juni 2012. https://web.archive.org/web/20120604124725/http://www.friidrott.se/press/emguide_06.aspx. Läst 17 augusti 2017.
2. 1 2 3 4 5  Wiger 2006, s. 37.
3. 1 2  ”Stora SM 2007”. trackandfield.se. Arkiverad från originalet den 4 maj 2013. https://archive.is/20130504152109/http://www.proteamonline.se/storage/customers/978/editor/resultat%20sm%20i%20friidrott%202007.html. Läst 19 april 2013.
4. 1 2 3 4  Wiger 2006, s. 41.
5. 1 2  ”Stora inne-SM 2007, resultat” (htm). idrottonline.se. Arkiverad från originalet den 11 april 2015. https://web.archive.org/web/20150411214031/http://iof2.idrottonline.se/ImageVaultFiles/id_16670/cf_78/070225ism.HTM. Läst 12 april 2015.
6. 1 2  ”Stora inne-SM 2003, resultat” (html). friidrott.stockholm.se. http://www.friidrott.stockholm.se/ism/resultat/p_resultat.html. Läst 14 april 2015.
7. ↑  ”Stora inne-SM 2002, resultat” (htm). Arkiverad från originalet den 13 december 2002. https://web.archive.org/web/20021213092936/http://m1.406.telia.com/~u40606160/ResultatISM.htm. Läst 14 april 2015.
8. ↑  ”Stora inne-SM 2008, resultat” (pdf). mai.se. Arkiverad från originalet den 14 april 2015. https://web.archive.org/web/20150414002300/http://www.mai.se/resultat/resultat_inne-sm_2008.pdf. Läst 11 april 2015.
9. ↑  ”Stora inne-SM 2009 dag 2, resultat”. ism2009.se. Arkiverad från originalet den 4 mars 2016. https://web.archive.org/web/20160304222657/http://www.ism2009.se/filer/resultat_dag2.html. Läst 17 juli 2012.
10. 1 2 3 4 5 6 7  ”Personsida på AllAthletics”. all-athletics.com. Arkiverad från originalet den 6 augusti 2016. https://web.archive.org/web/20160806072737/http://www.all-athletics.com/en-us/athlete/73907. Läst 5 juni 2016.
11. ↑  ”friidrott.se:s Stora Grabbar-sida”. Arkiverad från originalet den 31 mars 2016. https://web.archive.org/web/20160331202525/http://www.friidrott.se/historik/storagrabbar.aspx. Läst 2015-08-02verk=friidrott.se.
12. ↑  ”Stora grabbars märke”. storagrabbar.se. http://www.storagrabbar.se/grabbar_10.html. Läst 2 augusti 2015.
13. ↑  ”European Athletics U23 Championships - Amsterdam 2001” (på engelska). european-athletics.org. http://www.european-athletics.org/competitions/european-athletics-u23-championships/history/year=2001/results/index.html. Läst 25 oktober 2017.
14. ↑  ”Em22 dag 3: sanna i särklass i häckförsöken”. friidrott.se. 14 juli 2001. Arkiverad från originalet den 26 oktober 2017. https://web.archive.org/web/20171026002017/http://www.friidrott.se/nyheter.aspx?id=1004. Läst 25 oktober 2017.
15. ↑  ”European Athletics Indoor Championships - Wien 2002” (på engelska). european-athletics.org. http://www.european-athletics.org/competitions/european-athletics-indoor-championships/history/year=2002/results/index.html. Läst 29 augusti 2017.
16. ↑  ”European Athletics Championships - München 2002” (på engelska). european-athletics.org. http://www.european-athletics.org/competitions/european-athletics-championships/history/year=2002/results/index.html. Läst 16 augusti 2017.
17. ↑  ”200 Metres Men - 9th IAAF World Indoor Championships Birmingham (NIA), GBR, Great Britain & N.I. 14 Mar 2003 - 16 Mar 2003” (på engelska). iaaf.org. https://www.iaaf.org/results/iaaf-world-indoor-championships/2003/9th-iaaf-world-indoor-championships-2959/men/200-metres/heats/result. Läst 26 januari 2017.
18. ↑  ”European Athletics U23 Championships - Bydgoszcz 2003” (på engelska). european-athletics.org. http://www.european-athletics.org/competitions/european-athletics-u23-championships/history/year=2003/results/index.html. Läst 22 oktober 2017.
19. ↑  ”GULD - SILVER - BRONS”. friidrott.se. 20 juli 2003. Arkiverad från originalet den 23 oktober 2017. https://web.archive.org/web/20171023174238/http://www.friidrott.se/nyheter.aspx?id=2755. Läst 23 oktober 2017.
20. ↑  ”European Athletics Championships - Göteborg 2006” (på engelska). european-athletics.org. http://www.european-athletics.org/competitions/european-athletics-championships/history/year=2006/results/index.html. Läst 18 april 2017.
21. ↑  ”Sveriges snabbaste man lägger av”. Aftonbladet. 9 april 2008. http://www.aftonbladet.se/sportbladet/friidrott/article11387176.ab. Läst 16 augusti 2017.
22. ↑  ”- Jag är oerhört tacksam för allt som jag fått uppleva!”. friidrott.se. 31 oktober 2007. Arkiverad från originalet den 16 augusti 2017. https://web.archive.org/web/20170816193833/http://www.friidrott.se/nyheter.aspx?id=7610. Läst 16 augusti 2017.
23. 1 2 3 4 5 6 7 8 9 10 11 12 13 14 15 16 17 18 19 20  ”Personsida på IAAF:s webbplats”. iaaf.org. http://www.iaaf.org/athletes/sweden/johan-engberg-170804. Läst 6 juni 2016.
24. ↑  Holmberg 2009, s. 16.
25. 1 2 3 4 5 6 7  ”Personsida på European Athletics' webbplats”. european-athletics.org. http://www.european-athletics.org/athletes/group=e/athlete=143883-engberg-johan/index.html. Läst 7 juni 2016.
26. ↑  Holmberg 2009, s. 50.
27. ↑  Holmberg 2009, s. 77.